# Németország szövetséges megszállása
A második világháborúban győztes szövetséges hatalmak korábbi megállapodásuk értelmében négy megszállási övezetre osztották Németországot.

## Előzmények

### Szövetséges döntések a háború végén
1945 tavaszán, a Harmadik Birodalom, azaz a náci Németország kapitulációjával Európában befejeződött a második világháború. A győztes szövetséges hatalmak, Anglia, Franciaország, az Egyesült Államok és a Szovjetunió már korábban, 1945 februárjában Jaltában tárgyalássorozatot kezdtek a háború lezárását követő világpolitikai rendezésekről és ezen a konferencián született döntés arról is, hogy Németországot a legyőzését követően négyhatalmi megszállás alá kell vonni.

### Megszállási övezetek
A négyhatalmi megszállás a négy hatalom megszállási övezeteinek (zónáinak) kialakítását jelentette, amelyek viszont nem a frontvonalak találkozási vonala mentén, hanem a Német Birodalom tagállamainak eredeti határait követve történt. Így a zónák kialakítása 1945 nyarán jelentős csapatmozgásokkal járt, mert a nyugati és a szovjet csapatoknak is kölcsönösen át kellett adniuk egymásnak egyes területeket. A felosztás eredménye végül a négy zóna lett, az alábbiak szerint (a később, 1949-ben megállapított új német szövetségi tartományok elnevezéseivel):
|                     | brit zóna                                                             | amerikai zóna                                 | francia zóna                                                   | szovjet zóna                                                                |
| ------------------- | --------------------------------------------------------------------- | --------------------------------------------- | -------------------------------------------------------------- | --------------------------------------------------------------------------- |
| Megszállt területek | Schleswig-Holstein, Hamburg, Alsó-Szászország, Észak-Rajna-Vesztfália | Bajorország, Hessen, Württemberg-Baden, Bréma | Baden, Rajna-vidék-Pfalz, Württemberg-Hohenzollern, Saar-vidék | Türingia, Szászország, Szász-Anhalt, Brandenburg, Mecklenburg-Elő-Pomeránia |
| Parancsnokság helye | Bad Oeynhausen                                                        | Frankfurt am Main                             | Baden-Baden                                                    | Berlin-Karlshorst                                                           |
| Terület             | 97 722 km2                                                            | 107 459 km2                                   | 40 216 km2                                                     | 107 173 km2                                                                 |
| Lakosság            | 22 305 027 fő                                                         | 17 254 945 fő                                 | 5 063 630 fő                                                   | 17 313 734 fő                                                               |

### Berlin felosztása
Noha Berlin mélyen a szovjet megszállási övezetben helyezkedett el, a szövetségesek döntése értelmében a várost külön négyhatalmi megszállási területre, ún. szektorokra osztották fel, az egyes kerületek határai mentén, az alábbiak szerint:
|                      | brit szektor                                                   | amerikai szektor | francia szektor        | szovjet szektor |
| -------------------- | -------------------------------------------------------------- | --- | ---------------------- | --- |
| városrész            | nyugati-középső                                                | déli-középső | északi                 | keleti |
| megszállt kerületek  | Tiergarten, Charlottenburg–Wilmersdorf, Spandau                | Kreuzberg, Neukölln, Tempelhof, Schöneberg, Steglitz, Zehlendorf | Reinickendorf, Wedding | Mitte, Prenzlauer Berg, Friedrichshain, Pankow, Weissensee, Lichtenberg, Treptow, Köpenick, Marzahn (1979-től), Hohenschönhausen (1985-től), Hellersdorf (1986-tól)                                                                    |
| szektor érdekességek | ebbe a szektorba került a Reichstag és a híres spandaui börtön | ebben a szektorban volt a Nyugat-Berlint sújtó szovjet blokád idején kialakított légihíd bázisa (a tempelhofi katonai repülőtér), a keletnémetek számára nyugati híreket szolgáltató RIAS rádióállomás és a híres Checkpoint Charlie ellenőrzőpont. | - -                    | ide került a város híres főútja, az Unter den Linden, a végén álló, a város jelképét jelentő Brandenburgi kapuval, valamint a tőle nem messze fekvő náci kormányzati épületekkel és a Hitler utolsó menedékét jelentő bunkerrel együtt |

## Megszállás és kettéosztás
A háború következtében meghalt közel tízmillió német katona és civil; jelentős területek elvesztek; 15 millió németet űztek el a korábbi keleti területekről és más országokból; a nagyvárosokat súlyos rombolások érték. Az ország területét és Berlint a szövetségesek négy megszállási övezetre osztották. A Franciaország, Nagy-Britannia és az Amerikai Egyesült Államok által ellenőrzött övezeteket 1949. május 23-án egyesítették, itt létrehozták a Német Szövetségi Köztársaságot; 1949. október 7-én a szovjet megszállási övezetben megalakult a Német Demokratikus Köztársaság. Ezek nevei a köznyelvben „Nyugat-Németország” és „Kelet-Németország” lettek, Berlin megszállt részeit pedig „Nyugat-Berlin” és „Kelet-Berlin” neveken kezdték emlegetni. A keleti országrész fővárosa Kelet-Berlin lett, hivatalos nevén „Berlin, az NDK fővárosa”, a nyugatié Bonn. Nyugat-Németország kormánya kijelentette, hogy Bonnt csak ideiglenes fővárosnak tekinti, mert bízik abban, hogy egyszer majd megszűnik a mesterséges fennálló helyzet, a két államra osztottság.